# Physalaemus marmoratus
Physalaemus marmoratus är en groddjursart som först beskrevs av Johannes Theodor Reinhardt och Christian Frederik Lütken 1862.  Physalaemus marmoratus ingår i släktet Physalaemus och familjen Leiuperidae. IUCN kategoriserar arten globalt som livskraftig. Inga underarter finns listade i Catalogue of Life.